# Kitchen and the Plastic Spoons
Kitchen and the Plastic Spoons var et eksperimenterende post-punk band fra Stockholm, Sverige. Grundet deres musikalske eksperimenter bliver de ofte betegnet som art punk. Bandet blev dannet ved en tilfældighed i maj 1980, og gik i opløsning i november 1981. I løbet af de 19 måneder havde bandet udgivet to 7" singler, samt optrådt på nogle svenske kompilationer.
Kitchen and the Plastic Spoons opnåede aldrig stor popularitet i deres korte levetid, men i løbet af de sidste par år har de fået en fanskare, hovedsageligt i death rock miljøet. Det har medført udgivelsen af opsamlingsalbummet "The Best off..."

## Biografi
Kitchen and the Plastic Spoons blev dannet ved en tilfældighed i maj 1980. Iggo Karlsson's band Psycho skulle give koncert på Musikverket i Stockholm, men på grund af sygdom i bandet måtte de aflyse. Iggo valgte i stedet at danne et nyt band sammen med Jackie "Jack" Pazda og Mats "Back" Wigerdal fra bandet Porno Pop, som havde delt øvelokaler med Psycho, samt hans kæreste Anne Taivanen, og de overtog derefter Psycho's plads til koncerten på Musikverket. I løbet af to dage skrev de tre sange, som de efterfølgende opførte under navnet Gdansk. Efter to koncerter blev Helena Lönnqvist indlemmet i bandet, og de skiftede navn til Kitchen and the Plastic Spoons. Efter et par koncerter med dette line-up, blev bandet inviteret i studiet af producer Johan Vävare, og der indspillede de fire sange, hvoraf kun to, Fantastic og Happy Funeral, fandt vej til den første udgivelse: Fantastic. I 1981, under indspilningerne til den anden udgivelse, Ice Cream to God, blev Patrick Lindvall indlemmet i bandet. I sommeren 1981 forlod Anne bandet på grund af intern strid, og blev erstattet af Viktor Wennerqvist, bedre kendt som Iodine Jupiter. Kort tid efter forlod Mats og Helena også bandet, og de resterende medlemmer skiftede navn til Kitchen. Efter navneskiftet blev bandet anset som et andet band.
Indenfor de sidste par år er Kitchen and the Plastic Spoons popularitet steget voldsomt, og ifølge Mats "Back" Wigerdal er bandet i dag mere populært end tilbage i 80'erne. Det har resulteret i, at der den 14. maj 2007, blev udgivet et opsamlingsalbum, som indeholder remasterede udgaver af alle deres tidligere indspilninger, samt live optagelser af numre som aldrig blev indspillet.

## Bandmedlemmer
- Anne Taivanen – Vokal
- Helena Lönnqvist – Synthesizere
- Iggo Karlsson – Synthesizer
- Jackie "Jack" Pazda – Bass
- Mats "Back" Wigerdal – Trommer
- Patrick Lindvall – Guitar
- Victor Wennerkvist[1]/"Iodine Jupiter" – Vokal

## Diskografi
- 1980: [Kitchen and the Plastic Spoons] serve you! (EP)
  - A-siden: Fantastic – B-siden: Happy Funeral.
  - Kun trykt i 300 eksemplarer.
- 1980: Kitchen and the Plastic Spoons. (EP)
  - A-siden: Fantastic – B-siden: Happy Funeral.
  - Genudgivelse af ovenstående, men med nyt cover art. Kun trykt i 300 eksemplarer.
- 1981: Ice Cream to God. (EP)
  - A-siden: Ice Cream to God – B-siden: (-).
  - Udgivet af Castor Records.
- 2007: The Best off... Opsamlings cd.
  - Indeholder 20 numre, heraf 9 live optagelser.

### Sange på kompilationer
- 1982: "Blätta" (Schlagers sommerkassett)
- "The Poet" (Cosa Nostra)
- "The Poet" (Dansa med fig. 13)
- "Filmen" (37 min. i Stockholms City)
- 2007: "Liberty" (Svensk post-punk – Ett svenskt 80-tal)